# Språkkontakt
Språkkontakt inträffar när två eller flera språk eller språkvarianter interagerar och personerna som samtalar har kunskap om de båda eller flera av språken.  Det vetenskapliga studiet av språkkontakt kallas kontaktlingvistik.
Språkkontaktsituationer är en orsak  till språkförändring: när två - eller flera - språk kommer i kontakt med varandra påverkar det ena det andra. I tvåspråkiga samhällen är det oftast majoritetsspråk som påverkar minoritetsspråk. Transfer, kodväxling och lån är termer som används för att analysera påverkan mellan språk i kontakt med varandra. 

## Transfer
Transfer brukar kopplas ihop med andra- och främmandespråksinlärning. Detta betyder att talaren överför exempelvis grammatiska drag eller delar av strukturer från det först inlärda språket till det senare lärda. I samhällen med flera språk är situationen dock ofta annorlunda. Även om en minoritetsmedlem har lärt sig majoritetsspråket som andraspråk kan det förekomma transfer från majoritetsspråket också när minoritetsspråket används. Detta händer när minoritetsmedlemman har varit i miljön där majoritetsspråket används mest. Typiskt för transfer är att det är svårt att undvika i språkbruket. Därför beskrivs transfer främst som ett omedvetet fenomen.

## Kodväxling
Inom språksociologin definieras kodväxling som tvåspråkiga eller bidialektala personers växelvisa användande av mer än ett språk eller mer än en språkvarietet under ett och samma samtal. Talaren använder då två eller flera språk i samma diskurs, sats eller konstituent. Till skillnad från transfer betraktas kodväxling som medvetet val i kommunikationssituationer och den är först och främst typisk för två- eller flerspråkiga. Termen anknyts särskilt till längre växlingar mellan och inom satser och meningar. När det gäller ettordsväxlingar är forskare emellertid inte eniga om fenomenets definition. De ena definierar ettordsväxlingar som kodväxling och konstaterar att det är fråga om ett kontinuum, alltså gradskillnader av ett och samma fenomen, och de andra definierar dem som lån. Att definiera ord som lån grundar sig traditionellt på ordens morfologiska och syntaktiska anpassning: om orden har anpassats till matrisspråkets grammatiska system är det fråga om lån och om detta inte har gjorts är det fråga om kodväxling.  Gränsdragningen mellan kodväxling och lån är trots detta inte alldeles entydig. I synnerhet ordens grundform är problematiska, för ordens grundform kan vara gångbar både i de långivande och låntagande språkens struktur. Detta betyder att ord i sin grundform kan i så fall betraktas antingen som kodväxling eller som lån.  Också frasens lexikalisering kan anses vara ett kriterium på lån.
Kodväxling kan indelas i tre kategorier enligt hur, och i synnerhet var i meningen, kodväxlingen sker. Kategorierna är intersententiella och intrasententiella kodväxlingar samt tags. Intersententiell kodväxling betyder att byte av språk sker mellan satser medan sekvenser i intrasententiell kodväxling integreras i mitten av satsen. Intrasententiell kodväxling kan sägas kräva mera kompetens i båda språken i bruket,  eftersom satsens syntax ska vara korrekt på båda språken oavsett övergången från ett språk till ett annat inne i satsen. Tags beskrivs som små ord, t.ex. svordomar och hälsningar, i början av en taltur som inte är morfologiskt anpassade, alltså som inte anpassas till det mottagande språkets grammatik. Av dessa tre typer antas tags kräva minst kompetens i det språk som uttrycket hämtas från.

## Lån
Många språk har lånat in ord från andra språk under tidens lopp. Verkliga lån i språket är spridda och allmänt etablerade och accepterade i talgemenskapen men det förekommer ofta också tillfälliga lån. Dessa är ord som talare använder i talögönblicket; de är inte allmänt etablerade i språkbruket. Som verkliga lån, är tillfälliga lån också ofta anpassade till det låntagande språkets grammatiska system. Också översättningslån är vanliga. De är ord som har översatts direkt från det långivande språket till det mottagande språket.

## Pidgin- och kreolspråk
Pidginspråk och kreolspråk är resultat av språkkontaktsituationer. Pidginspråk är en språkvariant som uppstår när personer med olika språk kommunicerar med varandra och inte har tillräckliga kunskaper i varandras språk. Pidginspråk innebär att ordförråd och vissa språkdrag, oftast grammatiska drag, förenklas. Pidginspråk utvecklas oftast av naturliga skäl. Ett känt exempel på detta är russenorsk, som användes av fiskare, sjöfolk och handelsmän i Norra ishavsregionen på 1800-talet. Ryska, norska, finska och samiska var modersmålen för talarna, men ryska och norska var de språk som användes mest i russenorsk.
Pidginspråk övergår till kreaolspråk när språkvarianten är så pass etablerad att barn lär sig den som förstaspråk. Detta leder till att språkets uttrycksmöjligheter utökas och grammatiken utvecklas och etableras. Tok pisin är ett av de mest kända kreolspråken i världen: det talas som modersmål och används som officiellt språk i Papua Nya Guinea.